# Татогга
Татогга — неінкорпорована громада на північному заході Британської Колумбії, Канада. Він розташований уздовж шосе Стюарт-Кассіар (шосе 37) на озері Татогга на південь від Іскута.. Татогга мовою тахлтан (en: Tahltan) означає «маленьке озеро між двома великими озерами». 
1. ↑  https://geonames.nrcan.gc.ca/search-place-names/unique?id=JDCVH
2. ↑  https://apps.gov.bc.ca/pub/bcgnws/names/40274.html
3. ↑  Iskut - Tatogga. Stewart Cassiar Highway. Процитовано 31 липня 2020.